# Văn hóa Ấn Độ
Văn hóa Ấn Độ (tiếng Anh: Indian Culture) là di sản của các chuẩn mực xã hội và công nghệ bắt nguồn từ hoặc gắn liền với Ấn Độ đa dạng về ngôn ngữ-dân tộc, gắn liền với tiểu lục địa Ấn cho đến năm 1947 và Cộng hòa Ấn Độ sau năm 1947. Thuật ngữ này cũng áp dụng bên ngoài Ấn Độ cho các quốc gia và nền văn hóa có lịch sử gắn liền với Ấn Độ thông qua việc nhập cư, thuộc địa hóa hoặc ảnh hưởng, đặc biệt là ở Nam và Đông Nam Á. Ngôn ngữ, tôn giáo, vũ đạo, âm nhạc, kiến trúc, ẩm thực và phong tục của Ấn Độ khác nhau tùy theo từng nơi trong nước.
Văn hóa Ấn Độ, thường được coi là sự kết hợp của nhiều nền văn hóa, chịu ảnh hưởng của lịch sử cách đây vài thiên niên kỷ, bắt đầu từ nền văn minh thung lũng sông Ấn và các khu vực văn hóa sơ khai khác. Có bằng chứng cụ thể về những ảnh hưởng ban đầu từ các khu vực văn hóa có nguồn gốc từ Đông và Đông Nam Á, chủ yếu thông qua các nhóm Nam Á (Môn-Khmer) trong thời kỳ Đồ đá mới, đối với một số yếu tố văn hóa và chính trị của Ấn Độ cổ đại, và có thể có đến cùng với sự lan rộng của nghề trồng lúa từ Đông Nam Á lục địa. Một số lượng đáng kể các dân tộc thiểu số ở Đông Ấn Độ vẫn đang nói các ngôn ngữ Nam Á, đáng chú ý nhất là các ngôn ngữ Munda.
Nhiều yếu tố của văn hóa Ấn Độ, chẳng hạn như tôn giáo, toán học, triết học, ẩm thực, ngôn ngữ, vũ đạo, âm nhạc và phim ảnh đã có tác động sâu sắc đến Ấn quyển, Đại Ấn và thế giới. Thời Ấn Độ thuộc Anh còn ảnh hưởng hơn nữa đến văn hóa Ấn Độ, chẳng hạn như thông qua việc phổ biến rộng rãi tiếng Anh, và một phương ngữ địa phương được phát triển.

## Văn hoá tôn giáo
Các tôn giáo có nguồn gốc Ấn Độ như Ấn Độ giáo, đạo Jain, Phật giáo và đạo Sikh, tất cả đều dựa trên khái niệm về pháp và nghiệp. Ahimsa, một triết lý về bất bạo động, là một khía cạnh quan trọng của tín ngưỡng bản địa Ấn Độ mà người đề xuất nổi tiếng nhất là Mahatma Gandhi, người với phong trào bất tuân dân sự đã đưa Ấn Độ cùng nhau chống lại chính quyền Raj của Anh và triết lý này tiếp tục truyền cảm hứng cho Martin Luther King, Jr. trong phong trào quyền dân sự tại Mỹ. Trong các cuộc chinh phạt của người Hồi giáo ở tiểu lục địa Ấn Độ, các tôn giáo có nguồn gốc Ấn Độ đã bị các nhà cai trị Hồi giáo đàn áp. Những người cai trị Hồi giáo đã tàn sát người Ấn Độ giáo, Jaina giáo và Phật tử trong khi tấn công các đền thờ và tu viện, đồng thời buộc họ phải chuyển đổi tôn giáo kể cả trên chiến trường. Hầu hết các ngôi đền lớn ở tiểu lục địa Bắc Ấn Độ đã bị phá hủy trong thời kỳ Hồi giáo. Will Durant gọi cuộc chinh phục của người Hồi giáo Ấn Độ "có lẽ là câu chuyện đẫm máu nhất trong lịch sử", trong thời gian giữa những năm 1000 và 1500, dân số của tiểu lục địa Ấn Độ đã giảm từ 125 đến 200 triệu người. Tôn giáo xuất xứ nước ngoài, bao gồm cả các tôn giáo khởi nguồn từ Abraham, như Do Thái giáo, Kitô giáo và Hồi giáo, cũng đã có mặt ở Ấn Độ, cũng như Hỏa giáo  và đạo Bahá'í , cả hai đều bỏ chạy khỏi sự bắt bớ của Hồi giáo  và các tôn giáo này đã tìm thấy nơi trú ẩn ở Ấn Độ trong nhiều thế kỷ.
Ấn Độ có 29 bang có nền văn hóa và văn minh khác nhau và là một trong những quốc gia đông dân nhất thế giới. Văn hóa Ấn Độ, thường được coi là sự pha trộn của một số nền văn hóa khác nhau, trải dài khắp tiểu lục địa Ấn Độ và đã bị ảnh hưởng và định hình bởi một lịch sử đã vài nghìn năm tuổi. Xuyên suốt lịch sử Ấn Độ, văn hóa Ấn Độ chịu ảnh hưởng nặng nề của các tôn giáo Dharmic. Họ đã được ghi nhận với việc định hình nhiều triết lý, văn học, kiến trúc, nghệ thuật và âm nhạc Ấn Độ. Ấn Độ mở rộng là phạm vi lịch sử của văn hóa Ấn Độ vượt ra ngoài tiểu lục địa Ấn Độ. Điều này đặc biệt liên quan đến sự truyền bá của Ấn Độ giáo, Phật giáo, kiến trúc, hành chính và hệ thống chữ viết từ Ấn Độ đến các khu vực khác của châu Á thông qua Con đường tơ lụa của du khách và thương nhân hàng hải trong những thế kỷ đầu của kỷ nguyên chung. Ở phía tây, Ấn Độ mở rộng trùng với Ba Tư mở rộng trong dãy núi Kush và Pamir của Ấn Độ giáo. Trong nhiều thế kỷ, đã có sự hợp nhất đáng kể về văn hóa giữa những người Phật giáo, Ấn giáo, Hồi giáo, Jain, Sikh và các nhóm dân tộc khác nhau ở Ấn Độ.
Ấn Độ là một trong những quốc gia đa dạng về tôn giáo và dân tộc nhất trên thế giới, với một số xã hội và văn hóa mang tính tôn giáo sâu sắc nhất thế giới. Tôn giáo đóng một vai trò trung tâm và cơ bản trong cuộc sống của nhiều người dân. Mặc dù Ấn Độ là một quốc gia với đa số dân theo Ấn Độ giáo, nhưng có dân số Hồi giáo lớn. Trừ các vùng Jammu và Kashmir, Punjab, Meghalaya, Nagaland, Mizoram và Lakshadweep, quần thể người theo Ấn Độ giáo hình thành chiếm ưu thế trong tất cả 29 tiểu bang và 7 vùng lãnh thổ. Người Hồi giáo có mặt trên khắp Ấn Độ, với dân số lớn ở Uttar Pradesh, Bihar, Maharashtra, Kerala, Telangana, Tây Bengal và Assam; trong khi chỉ có Jammu và Kashmir và Lakshadweep có đa số dân theo Hồi giáo. Người Sikh và Kitô hữu là những nhóm thiểu số đáng kể khác của Ấn Độ.
Ấn Độ là nơi phát sinh của Ấn Độ giáo, Phật giáo, đạo Jain, đạo Sikh và các tôn giáo khác. Chúng được gọi chung là tôn giáo Ấn Độ. Các tôn giáo Ấn Độ là một hình thức chính của các tôn giáo thế giới cùng với các tôn giáo Abraham. Ngày nay, Ấn Độ giáo và Phật giáo là các tôn giáo lớn thứ ba và thứ tư trên thế giới, với hơn 2 tỷ tín đồ, và có thể lên tới 2,5 hoặc 2,6 tỷ tín đồ. Tín đồ của các tôn giáo Ấn Độ như Ấn Độ giáo, đạo Sikh, đạo Jain và Phật giáo chiếm khoảng 80-82% dân số Ấn Độ.
Theo điều tra dân số năm 2011, 79,8% dân số Ấn Độ theo đạo Hindu. Hồi giáo (14,2%), Kitô giáo (2,3%), đạo Sikh (1,7%), Phật giáo (0,7%) và đạo Jain (0,4%) là các tôn giáo lớn khác tại Ấn Độ. Nhiều tôn giáo bộ lạc, chẳng hạn như Sarna, được tìm thấy ở Ấn Độ, mặc dù những điều này đã bị ảnh hưởng bởi các tôn giáo lớn như Ấn Độ giáo, Phật giáo, Hồi giáo và Kitô giáo. Jaina giáo, Hỏa giáo, Do Thái giáo và Bahá'í giáo cũng có ảnh hưởng nhưng số lượng người theo các đạo này nhỏ hơn. Thuyết vô thần và bất khả tri cũng có ảnh hưởng rõ rệt ở Ấn Độ, cùng với sự khoan dung tự gán cho các tín ngưỡng khác. Theo một nghiên cứu được thực hiện bởi Trung tâm nghiên cứu Pew, Ấn Độ sẽ có dân số người Ấn giáo và Hồi giáo lớn nhất thế giới vào năm 2050. Ấn Độ dự kiến sẽ có khoảng 311 triệu người Hồi giáo chiếm khoảng 19-20% dân số và khoảng 1,3 tỷ người Ấn giáo dự kiến sẽ sống ở Ấn Độ, chiếm khoảng 76% dân số.
Thuyết vô thần và thuyết bất khả tri có một lịch sử lâu dài ở Ấn Độ và phát triển mạnh trong phong trào Śramaṇa. Trường phái Cārvāka có nguồn gốc từ Ấn Độ vào khoảng thế kỷ thứ 6 TCN. Đây là một trong những hình thức đầu tiên của phong trào duy vật và vô thần ở Ấn Độ cổ đại. Sramana, Phật giáo, Jaina giáo, Ājīvika và một số trường phái Ấn giáo coi chủ nghĩa vô thần là hợp lệ và bác bỏ khái niệm Đấng sáng tạo, nghi lễ và mê tín. Ấn Độ đã sản sinh ra một số chính trị gia vô thần và các nhà cải cách xã hội đáng chú ý. Theo báo cáo Chỉ số Tôn giáo và Vô thần toàn cầu của WIN-Gallup năm 2012, 81% người Ấn Độ theo tôn giáo, 13% không theo tôn giáo, 3% là những người vô thần và 3% không chắc chắn hoặc không phản hồi.